# 원유가격연동제
원유가격연동제란 낙농업체에서 생산한 원유의 가격의 증감을 우유업체에서 생산하는 우유의 가격에 반영하는 제도다. 2013년에 도입되었다.

## 시행 배경
원래 원유의 가격은 낙농업체, 우유업체 간의 합의를 통해 결정되었으나, 합의가 원활히 이루어지지 못하면 우유 납품 중단, 단식 농성 등 심각한 갈등을 초래해왔다. 또한 우유 생산량은 온도에 따라 달라지고, 생산비용은 곡물의 물가에 따라 달라지는데, 곡물 물가 상승율을 우유의 가격이 따라가지 못하면 그 피해는 모조리 낙농업체에 전가된다.

## 문제점
생산량이 늘어나 우유가 남아도 소비자들이 싼 우유를 맛볼 수 없는 상황에 처하게 되었다.
국민들의 우유 소비는 1997년에 정점을 찍은 이후 지속적으로 줄어들고 있는데, 소비가 줄어도 가격은 내리지 않는다.
낙농업체를 보호하는 면에서 긍정적이 였으나, 2014년 이후 베이커리 카페의 흥행과 제과 사업의 유행(ex.마카롱)으로
유제품 소비량은 폭팔적으로 늘었지만 국내 유제품류의 시중 유통량은 크게 다르지 않았다.
국산 유제품류의 공급량 부족으로 가격도 폭팔적으로 늘어나 제조단가는 늘어나지만 가격은 제한적으로 올릴수 밖에 없던 기업들은
돌파구를 해외로 돌렸고 업계에서 경쟁적으로 외국산 고급 유제품을 경쟁적으로 소비하면서 고급화 전략으로 사업을 하였다.
사실상 원가적인 부분에서 국산 유제품과 고급 유제품류 가격차이가 크지 않았으며 마케팅면에서 확실한 우위를 점할수 있었기때문이다.
이런상황에 국내 낙농업은 다시 소비가 줄어들어 손해를 봐야하지만 원유 가격 연동제라는 정책덕에 전혀 손실없이 현재까지
사업을 이어가고 있다. 물론 앞으로도 변화가 없다면 달라지지 않을것이다.